# Amegilla whiteheadi
Amegilla whiteheadi es una especie de abeja excavadora perteneciente al género Amegilla, categorizada en la tribu Anthophorini, de la subfamilia Apinae.
Fue descrita científicamente por el naturalista inglés Theodore Dru Alison Cockerell en 1910. Aparece registrada y publicada en una sección de Descriptions and Records of Bees.-XXVIII. The Annals and Magazine of Natural History, Series 8, Vol. 5, No. 29 de 1910.

## Distribución
La especie se distribuye por Asia, en Indonesia, Filipinas y China, también registrada en Europa, en Letonia.